# Högåsflån
Högåsflån är en sjö i Vansbro kommun i Dalarna och ingår i Dalälvens huvudavrinningsområde.